# Vetahuteri
Vetahuteri är ett album från 1984 med Allan Edwall.

## Låtlista
1. Den lilla bäcken
2. Tummetotteri
3. Gullegubben
4. Familjeporträtt
5. Vaggvisa
6. En kråka flög
7. En rektig kär
8. Bestäm dig
9. Hamburg -46
10. Den svenska solen
11. En egen hjärtevän
12. Liksom stjärnorna